# Dilar saldubensis
Dilar saldubensis är en insektsart som beskrevs av Navás in Laguna 1902. Dilar saldubensis ingår i släktet Dilar och familjen Dilaridae. Inga underarter finns listade i Catalogue of Life.